# Joe Barr
Joe Barr (ur. 19 października 1944, zm. 11 lipca 2008) – amerykański pisarz, redaktor i programista.
Barr pracował jako programista zaczynając od mikrokomputerów jak TRS-80 Model I, a kończąc na IBM z morgów DASD.
Jako pisarz zyskał sławę dzięki pisaniom książek szczególnie poświęconych komputerom, obsługą, pierwszymi krokami itp. Barr rozpoczął pisanie na temat komputerów osobistych w 1994 roku, a przede wszystkim o Linux i Open Source.
W 2001 roku został, odznaczony srebrnym medalem za najlepszy komentarz do artykułu o Linuksie. W ostatnich kilku latach pracował w OSTG, gdzie pisał artykuły, kolumny i komentarze do NewsForge i Linux.com. Pierwsza jego książka została opublikowana w 2007.